# Draba oreadum
Draba oreadum là một loài thực vật có hoa trong họ Cải. Loài này được Maire mô tả khoa học đầu tiên năm 1922.